# Glover Trophy 1956
Glover Trophy 1956 je druga neprvenstvena dirka Formule 1 v sezoni 1956. Odvijala se je 2. aprila 1956 na angleškem dirkališču Goodwood Circuit. 

## Prijavljeni
| Št | Dirkač             | Moštvo                    | Dirkalnik        | Motor    |
| -- | ------------------ | ------------------------- | ---------------- | -------- |
| 2  | Stirling Moss      | Privatnik                 | Maserati 250F    | Maserati |
| 2  | Robert Manzon      | Equipe Gordini            | Gordini Type 32  | Gordini  |
| 3  | Élie Bayol         | Equipe Gordini            | Gordini Type 16  | Gordini  |
| 4  | Mike Hawthorn      | Owen Racing Organisation  | BRM P25          | BRM      |
| 5  | Tony Brooks        | Owen Racing Organisation  | BRM P25          | BRM      |
| 6  | Archie Scott-Brown | Connaught Engineering     | Connaught Type B | Alta     |
| 7  | Les Leston         | Connaught Engineering     | Connaught Type B | Alta     |
| 8  | Bob Gerard         | Connaught Engineering     | Connaught Type B | Alta     |
| 9  | Reg Parnell        | R.R.C. Walker Racing Team | Connaught Type B | Alta     |
| 10 | Roy Salvadori      | Gilby Engineering         | Maserati 250F    | Maserati |
| 12 | Ken Wharton        | Ecurie Rosier             | Ferrari 500      | Ferrari  |
| 14 | Louis Rosier       | Ecurie Rosier             | Maserati 250F    | Maserati |

## Rezultati

### Kvalifikacije
| Poz | Št | Dirkač             | Konstruktor    | Čas    | Zaostanek |
| --- | -- | ------------------ | -------------- | ------ | --------- |
| 1   | 1  | Stirling Moss      | Maserati       | 1:32,0 | -         |
| 2   | 6  | Archie Scott-Brown | Connaught-Alta | 1:32,6 | +0,6      |
| 3   | 4  | Mike Hawthorn      | BRM            | 1:33,8 | +1,8      |
| 4   | 8  | Bob Gerard         | Connaught-Alta | 1:34,2 | +2,2      |
| 5   | 10 | Roy Salvadori      | Maserati       | 1:36,2 | +4,2      |
| 6   | 9  | Reg Parnell        | Connaught-Alta | 1:36,6 | +4,6      |
| 7   | 7  | Les Leston         | Connaught-Alta | 1:37,4 | +5,4      |
| 8   | 2  | Robert Manzon      | Gordini        | 1:38,8 | +6,8      |
| 9   | 14 | Louis Rosier       | Maserati       | 1:42,0 | +10,0     |
| 10  | 3  | Élie Bayol         | Gordini        | 1:43,0 | +11,0     |
| 11  | 12 | Ken Wharton        | Ferrari        | 1:57,4 | +25,4     |
| 12  | 5  | Tony Brooks        | BRM            | -      | -         |

### Dirka
| Poz | Št | Dirkač             | Dirkalnik      | Krogi | Čas/Odstop           | Št. m. |
| --- | -- | ------------------ | -------------- | ----- | -------------------- | ------ |
| 1   | 1  | Stirling Moss      | Maserati       | 32    | 48:50,4              | 1      |
| 2   | 10 | Roy Salvadori      | Maserati       | 32    | +1:03,2              | 5      |
| 3   | 7  | Les Leston         | Connaught-Alta | 32    | +1:35,4              | 7      |
| 4   | 8  | Bob Gerard         | Connaught-Alta | 31    | +1 krog              | 4      |
| 5   | 9  | Reg Parnell        | Connaught-Alta | 31    | +1 krog              | 6      |
| 6   | 2  | Robert Manzon      | Gordini        | 30    | +2 kroga             | 8      |
| 7   | 14 | Louis Rosier       | Maserati       | ?     | -                    | 9      |
| 8   | 3  | Élie Bayol         | Gordini        | ?     | -                    | 10     |
| Ods | 4  | Mike Hawthorn      | BRM            | 23    | Odpadlo kolo/Trčenje | 3      |
| Ods | 6  | Archie Scott-Brown | Connaught-Alta | 17    | Motor                | 2      |
| Ods | 5  | Tony Brooks        | BRM            | 9     | Pritisk olja         | 12     |
| Ods | 12 | Ken Wharton        | Ferrari        | 1     | Motor                | 11     |